# Skopci

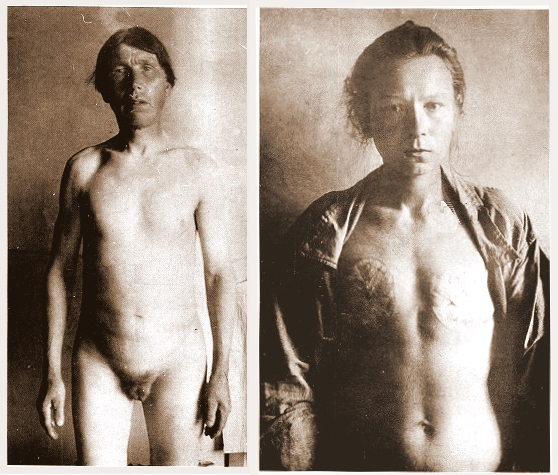
Skopci

Skopci (rusky скопцы, tj. doslovně kastráti) byla ruská pravoslavná sekta, kterou založil v 60. letech 18. století Kondratij Selivanov, člen sekty chlystů. Selivanovovi, který zřejmě trpěl psychickou poruchou, připadala sekta chlystů nedostatečně asketická a přísná. Selivanov se ve snaze zabránit jakémukoli tělesnému pokušení sám vykastroval a žádal tento zákrok, označovaný jako „veliká pečeť“ i po svých stoupencích. Nejradikálnější příslušníci sekty se nechávali kastrovat nebo si dokonce nechali amputovat celý penis, nejednalo se však o všechny její členy, ale odhadem 10–20% jejích členů z tvrdého jádra. Kastrovaní muži často nosili ženské oděvy, připomínající hábit pravoslavných jeptišek, zvláště při svých bohoslužbách. Některým ženám byla rozžhaveným železem odstraňována ňadra nebo alespoň jejich bradavky. Skopci se vyskytovali především na severním Kavkaze, místy na Sibiři a na jihu Ukrajiny, v oblasti severně od delty Dunaje. Od založení sekty byli skopci, kteří sami sebe nazývali praví křesťané nebo bílé holubice, většinou pronásledováni, často formou vyhnanství (katorgy) na Sibiři, což byl i osud jejich zakladatele Selivanova. Zlikvidoval je až Stalin v roce 1929 v rámci protináboženských procesů.